# Echinochloa oryzoides
Espèce
Echinochloa oryzoides (panic faux-riz, échinochloé faux riz, mil des rizières) est une espèce de plantes monocotylédones de la famille des Poaceae, originaire d'Eurasie.
C'est une plante herbacée annuelle qui est une mauvaise herbe des rizières, présente dans la quasi-totalité des rizières du monde.

## Description
Echinochloa oryzoides est une plante herbacée annuelle, aux chaumes dressés, poussant en touffes denses, et pouvant atteindre de 40 à 120 cm de haut.
Les feuilles se caractérisent par une gaine glabre, une ligule absente, et un limbe généralement glabre, souvent retombant, de 7 à 20 cm de long sur 4 à 12 mm de large.
Les inflorescences sont des panicules lâches, de 8 à 17 cm de long (exceptionnellement 25 cm), penchées ou fortement retombantes. 
Les épillets, ovales, relativement gros, font de 3,7 à 7 mm de long sur 1,9 à 2,4 mm de large, se désarticulent à maturité. Ils portent des arêtes assez longues.  
Les fruits sont des caryopses brun clair ou beiges, de 1,9 à 3 mm de long,.
L'espèce est hexaploïde et compte 54 chromosomes (2n = 6x = 54).

## Distribution
L'aire de répartition d'Echinochloa oryzoides s'étend dans tous les continents : en Europe centrale orientale et méditerranéenne, en Afrique tropicale, occidentale et australe, en Asie tempérée : Asie centrale, Extrême-Orient russe, Caucase, Asie occidentale, Chine et Asie orientale, et en Asie tropicale : Inde et Indochine, en Australasie (Australie) et en Océanie, ainsi qu'en Amérique du Sud.

## Taxinomie

### Synonymes
Selon Catalogue of Life (27 mai 2016) : 	
- Digitaria hispidula (Retz.) Willd.,
- Echinochloa coarctata Kossenko,
- Echinochloa crus-galli var. hispidula (Retz.) Honda,
- Echinochloa crus-galli subsp. hispidula (Retz.) Honda,
- Echinochloa crus-galli var. macrocarpa (Vasinger) Morariu,
- Echinochloa crus-galli var. oryzacea Kossenko,
- Echinochloa crus-galli var. oryzicola (Vasinger) Ohwi,
- Echinochloa crus-galli subsp. oryzicola (Vasinger) T.Koyama,
- Echinochloa crus-galli var. oryzoides (Ard.) Lindm.,
- Echinochloa crus-galli var. riukiuensis Ohwi,
- Echinochloa erecta (Pollacci) Pignatti,
- Echinochloa hispidula (Retz.) Nees,
- Echinochloa macrocarpa Vasinger,
- Echinochloa oryzicola Vasinger,
- Echinochloa oryzoides subsp. oryzicola (Vasinger) Rivas Mart.,
- Echinochloa oryzoides subsp. phyllopogon (Stapf) Tzvelev,
- Echinochloa pachychloa Kossenko,
- Echinochloa phyllopogon (Stapf) Stapf ex Kossenko,
- Echinochloa phyllopogon subsp. oryzicola (Vasinger) Kossenko,
- Echinochloa phyllopogon subsp. stapfiana (Kossenko) Koss,
- Echinochloa phyllopogon var. stapfiana Kossenko,
- Echinochloa phylloryzoides Novelli,
- Oplismenus hispidulus (Retz.) Kunth,
- Orthopogon retzii (Retz.) Spreng.,
- Oryza rubra Walp., pro syn.,
- Panicum crus-galli var. grandiflorum Döll,
- Panicum crus-galli var. hispidulum (Retz.) Hack.,
- Panicum crus-galli subsp. hostii (M.Bieb.) K.Richt.,
- Panicum crus-galli var. oryzoides (Ard.) Fiori,
- Panicum erectum Pollacci,
- Panicum hispidulum Retz.,
- Panicum hostii M.Bieb.,
- Panicum mirabile A.Braun,
- Panicum oryzicola Vasinger, no Latin descr.,
- Panicum oryzinum J.F.Gmel., nom. superfl.,
- Panicum  oryzoides Ard.,
- Panicum phyllopogon Stapf,
- Panicum phylloryzoides Novelli,

### Liste des sous-espèces
Selon Tropicos (27 mai 2016) (Attention liste brute contenant possiblement des synonymes) :
- sous-espèce Echinochloa oryzoides subsp. oryzoides
- sous-espèce Echinochloa oryzoides subsp. phyllopogon (Stapf) Tzvelev

## Résistance aux herbicides
On a signalé deux cas de populations (écotypes) résistantes à des herbicides, l'une en 2000 en Californie (États-Unis), résistante à des herbicides du groupe N (inhibiteurs de la synthèse des lipides) selon la classification HRAC des herbicides, et l'autre en Turquie en 2009, présentant un cas de résistance multiple à des herbicides des groupes A (inhibiteurs de l'acétyl-coenzyme A carboxylase ou ACCase) et B (inhibiteurs de l'acétolactate synthase ou ALS).